# Plaza de la Ciudad Vieja (Praga)
La Plaza de la Ciudad Vieja (en checo: Staroměstské náměstí AFI: [ˈstaroˌmɲɛstskɛː ˈnaːmɲɛsciː] o coloquialmente Staromák [ˈstaromaːk]ⓘ) es una plaza histórica situada en la Ciudad Vieja de Praga en la República Checa.
Está ubicada entre la Plaza de Wenceslao y el Puente de Carlos, la Plaza de la Ciudad Vieja de Praga está usualmente plagada de turistas durante el verano. Ofreciendo varios estilos arquitectónicos como el gótico en la Iglesia de Nuestra Señora en frente del Týn y el barroco en la Iglesia de San Nicolás, la plaza es un oasis para los viajeros cansados de las angostas calles de Praga. Entre varias iglesias, los turistas pueden encontrar en esta plaza el Reloj Astronómico, mientras que la torre del Ayuntamiento viejo ofrece una vista panorámica de la Ciudad Vieja.
En el centro de la plaza se encuentra una estatua del reformador religioso Jan Hus, quien fue quemado vivo por sus creencias.  La estatua se conoce como Monumento a Jan Hus fue erigida el 6 de julio de 1915 en el 500º aniversario de su muerte.
La plaza no es sólo un popular punto de encuentro, también se realizan en ella algunas celebraciones (Año Nuevo), mercado de festividades (Navidad y Pascua), y protestas.  En algunas ocasiones se muestran partidos de hockey y fútbol en pantallas gigantes, atrayendo a una multitud de aficionados.

## Galería de imágenes

Plaza de la Ciudad Vieja (Praga) - Staroměstské náměstí
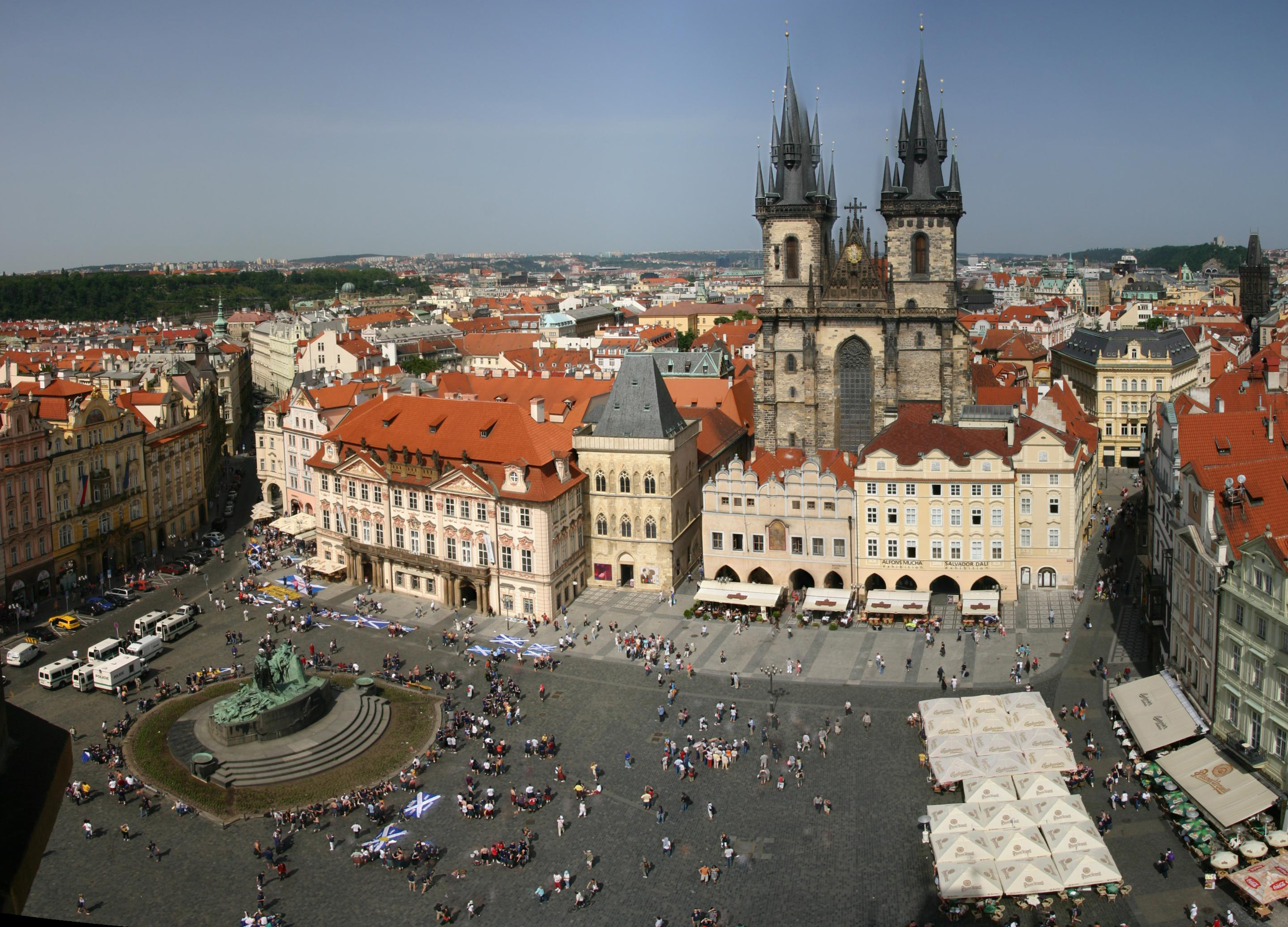
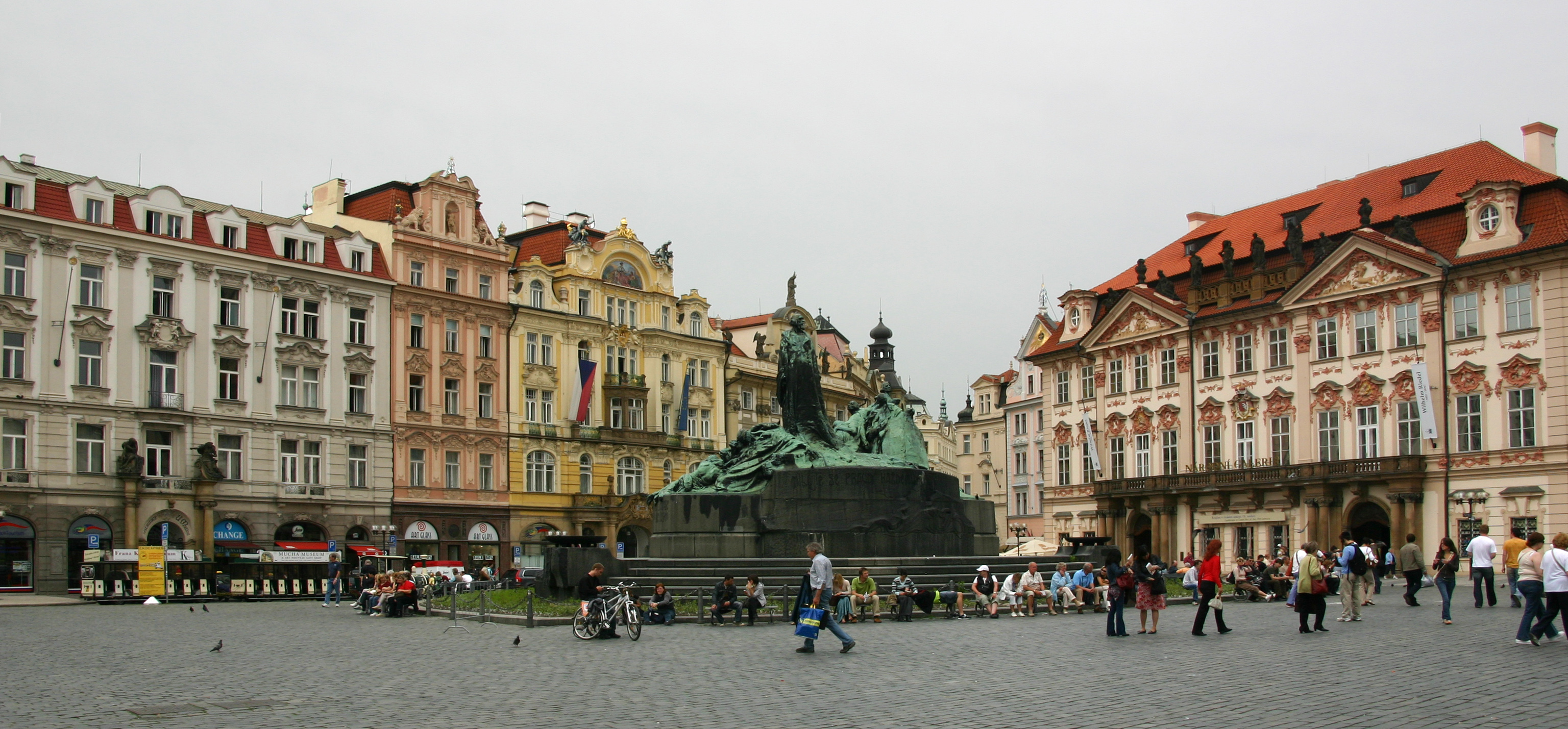
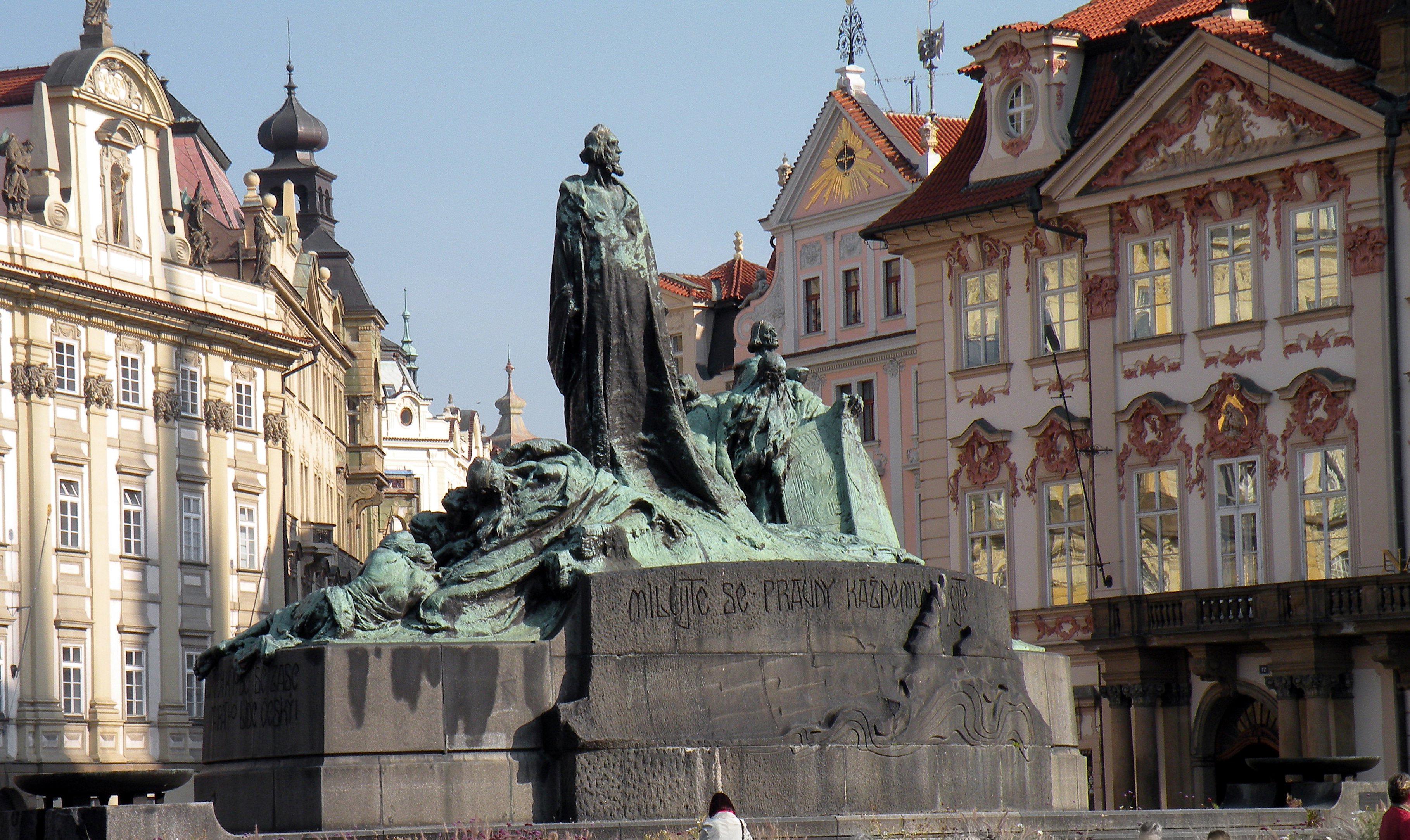
Monumento a Jan Hus.
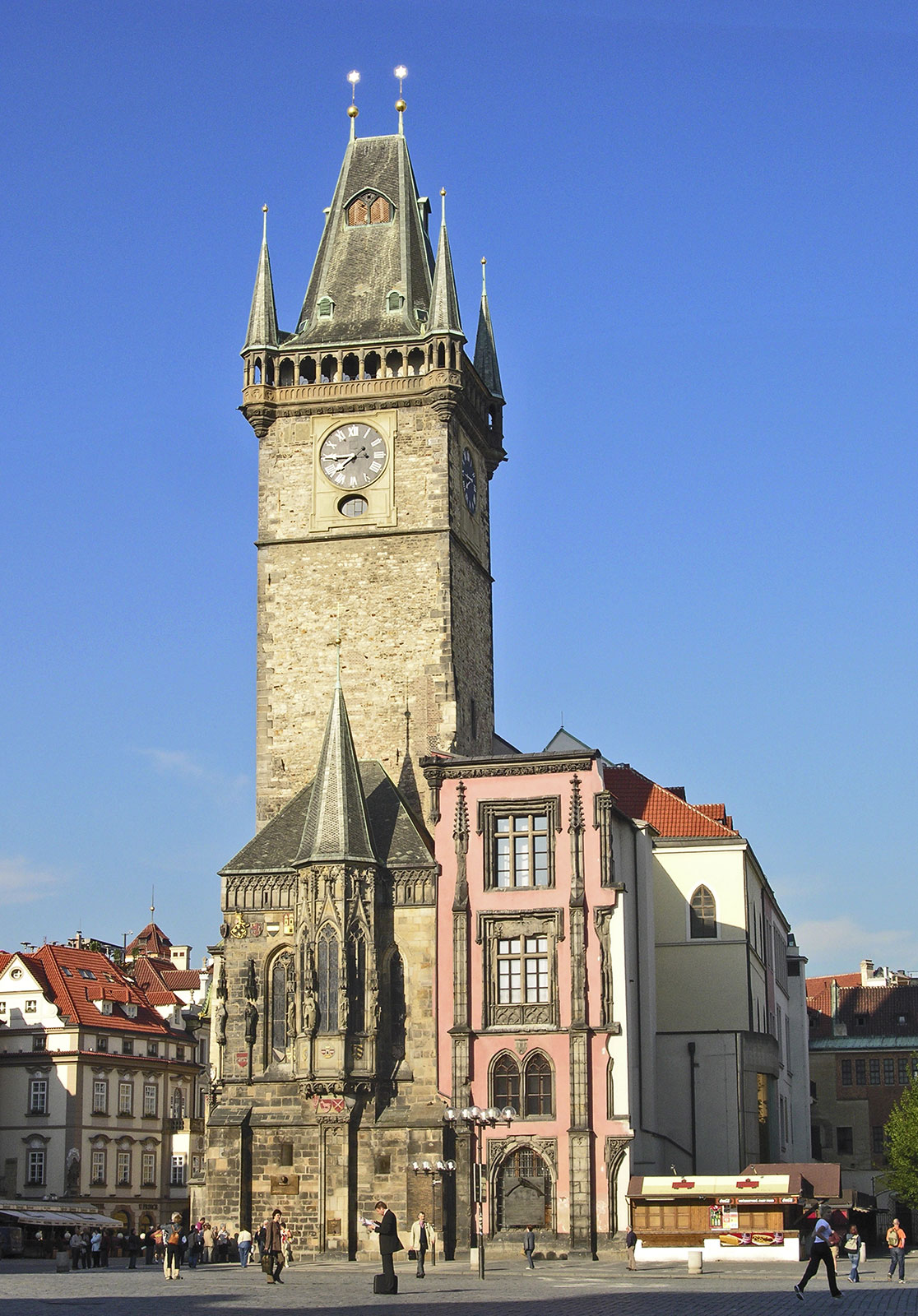
Campanario del Ayuntamiento Viejo.
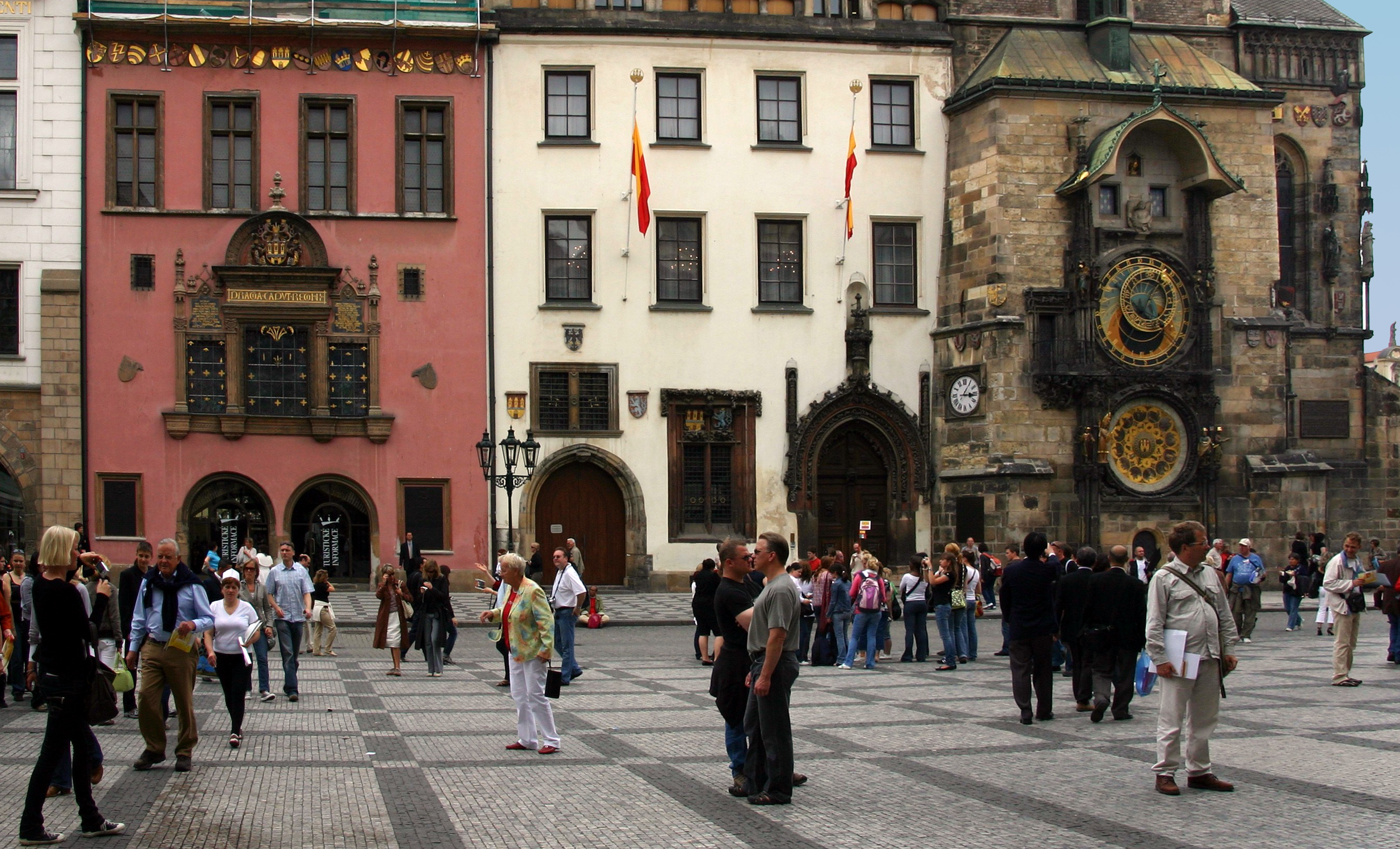
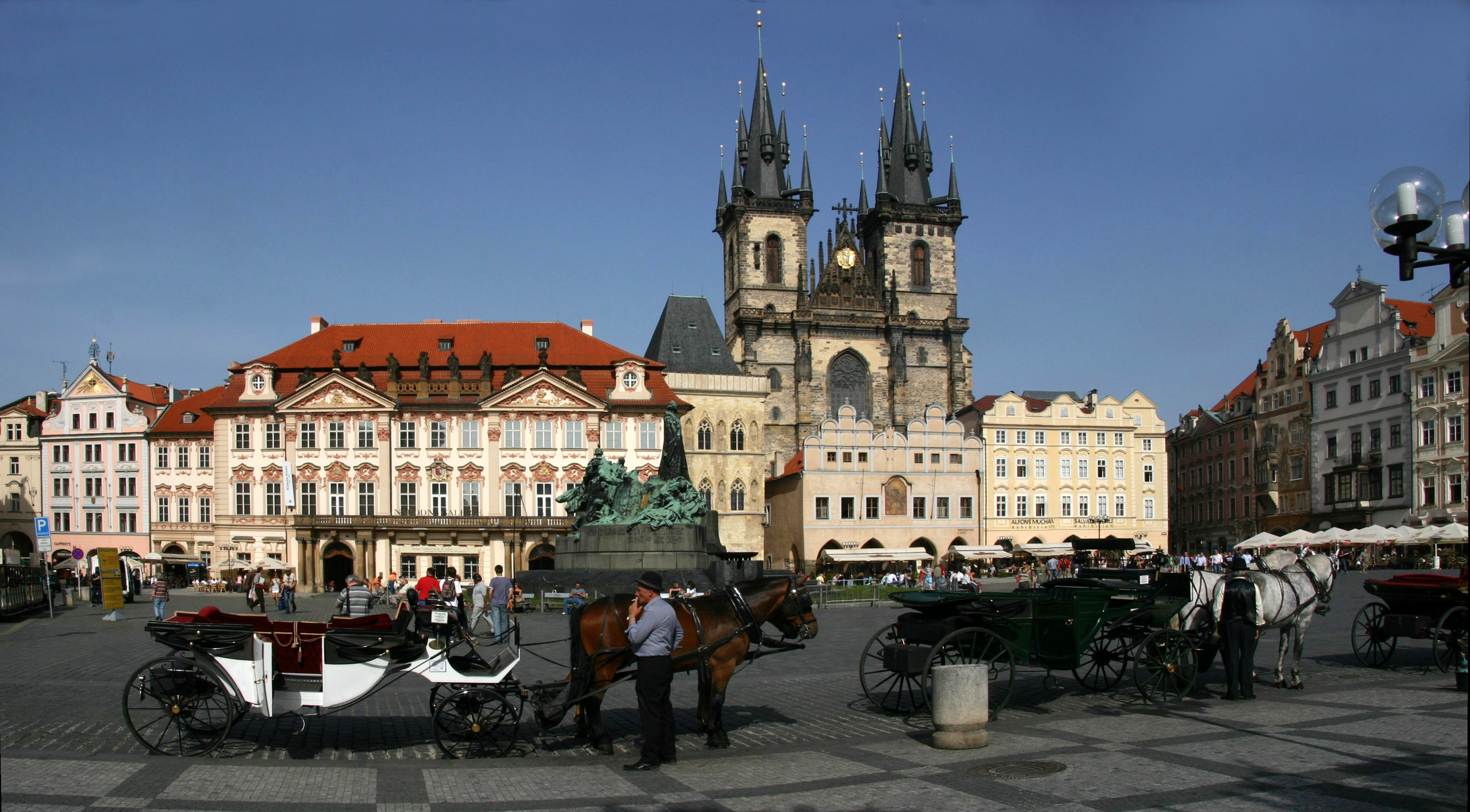
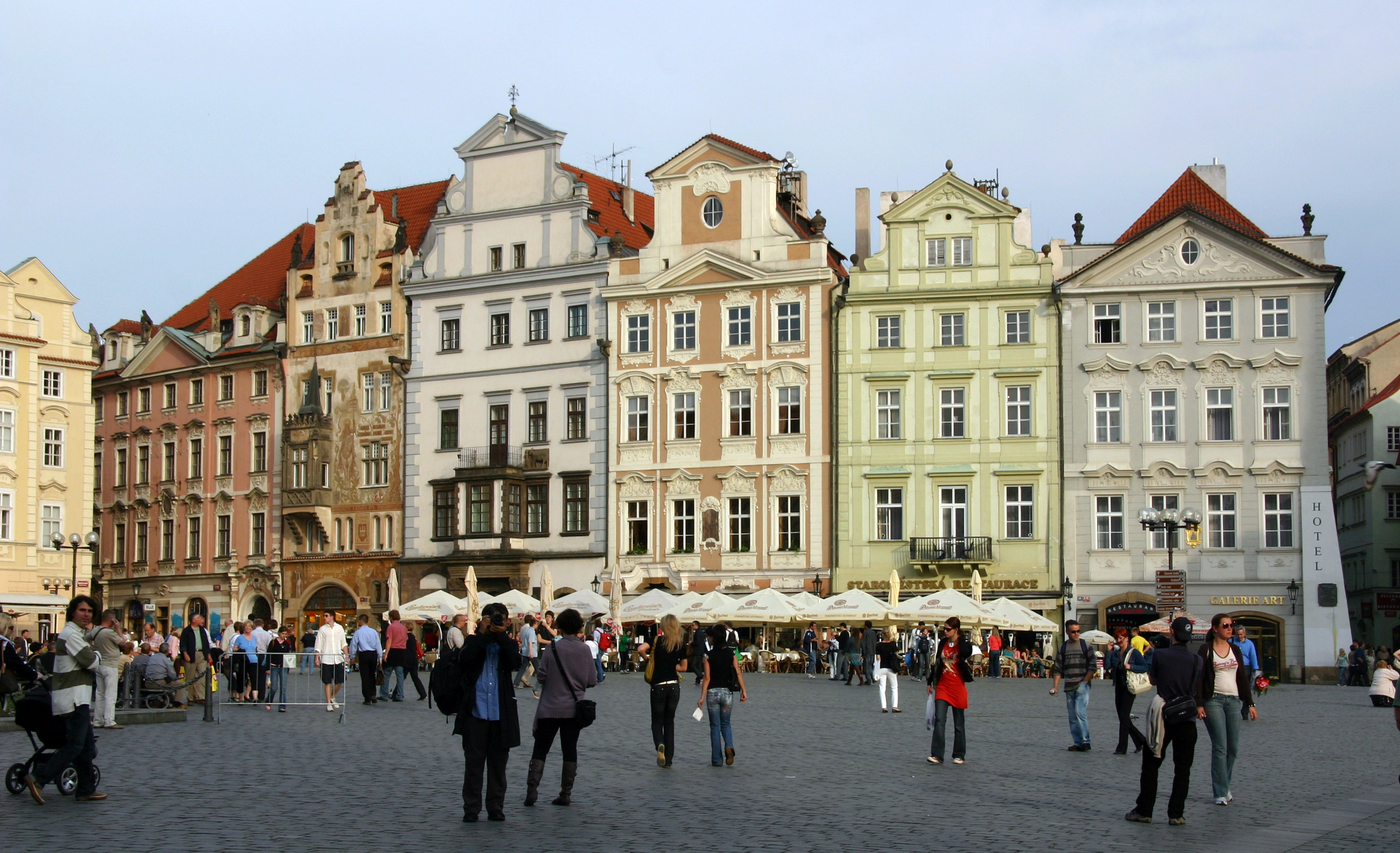
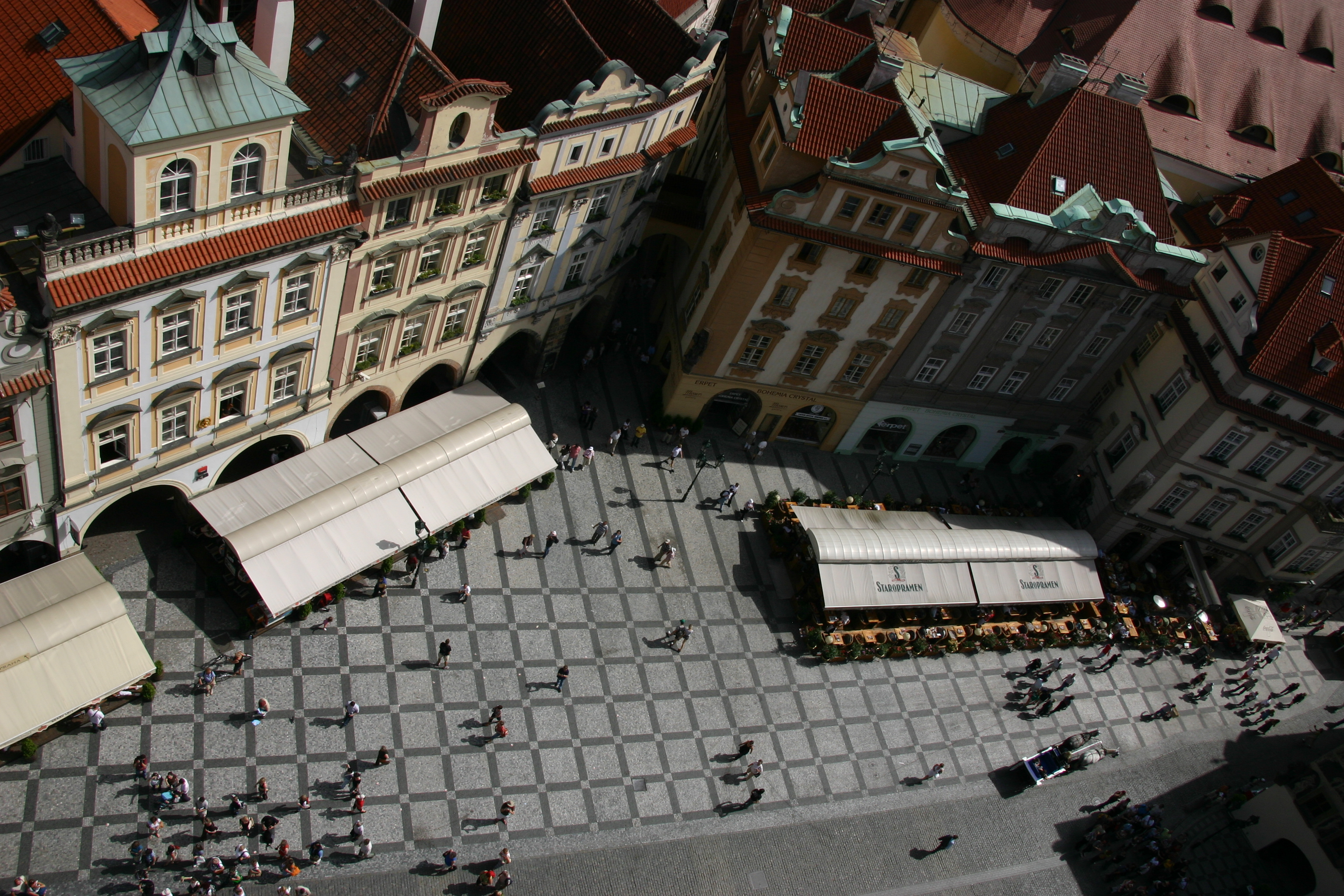